# Gineceo
Il gineceo, nell'Antica Grecia, era la parte interna della casa riservata alle donne. 

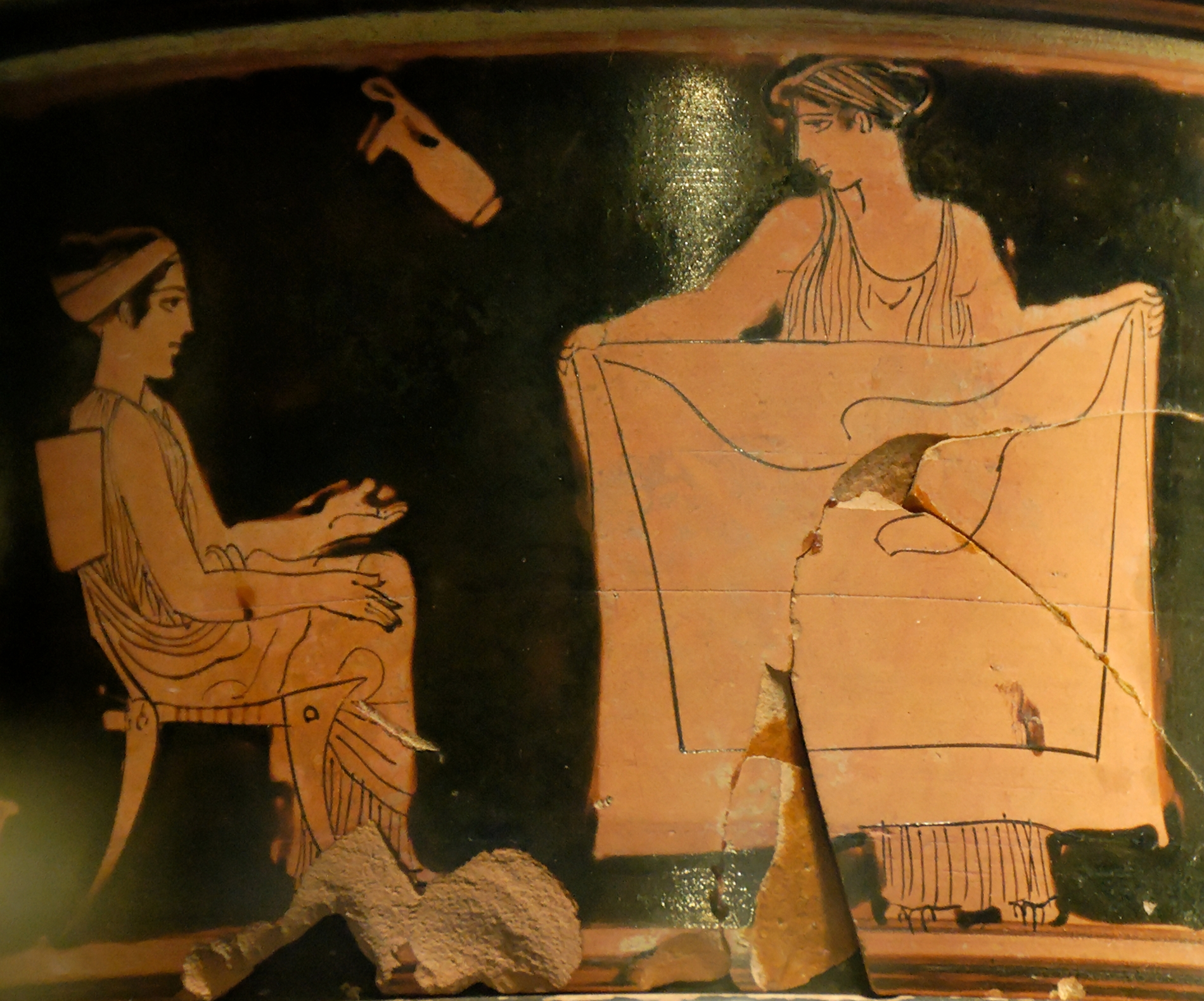
Scena quotidiana di un gineceo su un vaso esposto al Louvre

## Significato
Il luogo rispecchiava la condizione subalterna della donna greca, che doveva essere controllata dal marito, il quale deteneva pieno diritto giuridico su di essa. Viene utilizzato scherzosamente per riferirsi a un luogo dove si trovano radunate molte donne.

## Significato alternativo
In epoca tardoantica il termine passò a designare manifatture tessili, di proprietà dello Stato o anche, poi, della Chiesa, a cui era addetto personale prevalentemente femminile (come ancor oggi accade nelle fabbriche tessili).
Una Ciclopedia napoletana del 1751 ne dà la seguente definizione:

Sotto gli Imperatori Romani vi era uno stabilimento particolare intorno a' ginecei, essendo una specie di manifattorie esercitate principalmente dalle donne per far panni, fornimenti &c per la famiglia dell'Imperatore. Si fa menzione di questi ginecei nel Codice teodosiano, e Giustinianeo, ed in diversi altri Autori; ad imitazione de' quali, diverse delle manifattorie moderne, particolarmente quelle di sete, dove il numero delle donne, e delle donzelle associate forma un corpo, son chiamate "gynecea".
GINECIARIO era un lavoratore impiegato nel gineceo.»